# 権晙
権 晙（權晙、クォン・ジュン、권준）は日本統治時代の朝鮮の独立運動家、大韓民国の軍人。本貫は安東権氏（안동권씨）。号は百忍（백인）、揚武（양무）。別名は権重煥（권중환）、権楊武（권양무）など。

## 人物
1895年5月2日、慶尚北道尚州郡咸昌面尺洞里に生まれる。1917年、京城工業専習所を卒業した後、光復会に参加。三・一運動後に中国へ亡命。新興武官学校卒業。義烈団で活動。朝鮮内で資金調達中に逮捕され投獄される。釈放後、上海に亡命。同済大学卒業。
1926年1月、黄埔軍官学校第4期歩兵科入学。歩兵第1団第7連配属。同年10月、卒業。北伐に参加。国民革命軍第6軍砲兵営副営長兼武漢分校訓練部教官。この頃、東方被圧迫民族連合会に朝鮮代表として参加して執行委員に選出される。1927年、国民党による共産党弾圧により砲兵営長の李検雲が逮捕されると、湖南省に避難した。1932年、南京で朝鮮民族革命党に入党。同年10月に開校した朝鮮革命幹部学校の第1期教官。生徒に築城学を教えた。1933年、中国軍に復帰。1934年6月、連長として南京に勤務。1937年、朝鮮義勇隊秘書長。
1944年2月、韓国臨時政府軍務部軍事学編纂委員。1944年5月31日、臨時政府内務部次長。1944年7月11日、臨時政府内務部警務科科長兼警備隊隊長。終戦後は華南区韓僑宣撫団武漢分団団長 兼光復軍漢口暫編支隊長 として武漢で活動したのち、1946年12月に帰国。
1949年、陸軍士官学校第8期特別第1次任官、任大領（軍番12446番）、護国軍第106旅団長。1949年7月、首都警備司令官。朝鮮戦争では慶尚北道地区兵事区司令官（1950年9月20日）、慶尚南道地区衛戍司令官、西部地区警備司令官を歴任。1952年9月、第1訓練所長（代理）。1953年、予備師団長。1954年、第3管区司令官（初代）。1955年6月22日、第50師団長（初代）。1956年、予備役編入。
1968年、建国勲章独立章を受章。
2010年9月、大韓民国国家報勲処が9月の「今月の独立運動家」に選定。
2016年10月、大邱上里公園に胸像が建てられる。

## 勲章
- 乙支武功勲章 1個[16]
- 忠武武功勲章 3個[16]
- 花郎武功勲章 1個[16]
- 武功褒章[16]
- 共匪討伐記章[16]
- 建国勲章独立章 - 1968年3月[1]

## 家族
- 妻：李錫雨（이석우）
- 長女：権泰玉（권태옥）
- 長男：権泰烋（권태휴）
- 次男：権泰環（권태환）
- 孫：権ヨンチョル（권영철）
- 孫：権ヨンヒョク（권영혁）
- 孫：権ヨンビン（권영빈）
- 孫：権ヨンユ（권영유）